# Dusona vigilator
Dusona vigilator là một loài tò vò trong họ Ichneumonidae.